# Lars Hansen
Lars Erik Hansen (Copenaghen, 14 settembre 1954) è un ex cestista danese naturalizzato canadese, professionista nella NBA, in Italia e in Spagna.

## Carriera
È stato selezionato dai Chicago Bulls al terzo giro del Draft NBA 1976 (37ª scelta assoluta) e dai Los Angeles Lakers al settimo giro del Draft NBA 1977 (151ª scelta assoluta).
Con il Canada ha disputato i Campionati mondiali del 1974 e i Giochi olimpici di Montréal 1976.

## Palmarès
- Campionato NBA: 1

Seattle Supersonics: 1979
- Copa del Rey: 1

Barcellona: 1982